# Torneo Albert Schweitzer 2002
Il Torneo Albert Schweitzer 2002 si è svolto nel 2002 nella città tedesca di Mannheim.

## Classifica finale
| Pos. | Squadra     |
| ---- | ----------- |
|      | Grecia      |
|      | Spagna      |
|      | Jugoslavia  |
| 4.   | Stati Uniti |
| 5.   | Turchia     |
| 6.   | Israele     |
| 7.   | Russia      |
| 8.   | Germania    |
| 9.   | Australia   |
| 10.  | Lituania    |
| 11.  | Francia     |
| 12.  | Cina        |